# Back From the Dead
Back from the Dead er det femte album af det amerikanske dødsmetal-band Obituary, som blev udgivet i 1997 gennem Roadrunner Records. Dette blev gruppens sidste album inden deres seks års lange pause. Back from the Dead var det første Obituary album som ikke blev produceret af produceren Scott Burns.

## Spor
1. "Threatening Skies" – 2:19
2. "By the Light" – 2:55
3. "Inverted" – 2:53
4. "Platonic Disease" – 4:06
5. "Download" – 2:45
6. "Rewind" – 4:03
7. "Feed on the Weak" – 4:15
8. "Lockdown" – 4:11
9. "Pressure Point" – 2:25
10. "Back from the Dead" – 5:12
11. "Bullituary" (Remix) – (med DJene Diablo D og Skinner T) – (Obituary/Diablo D/Skinner T) – 3:43